# IC 4856
IC 4856 هو اصطدام مجري، يقع في كوكبة المرقب (كوكبة)￼￼، يقدر بعده عن مجرة درب التبانة بنحو 145 مليون سنة ضوئية ويقدر قطره بحوالي 60,000 سنة ضوئية.

## روابط خارجية
- IC 4856 على موقع ويكي سكاي: DSS2, SDSS, GALEX, IRAS, Hydrogen α, X-Ray, Astrophoto, Sky Map, Articles and images